# Solar Mesosphere Explorer

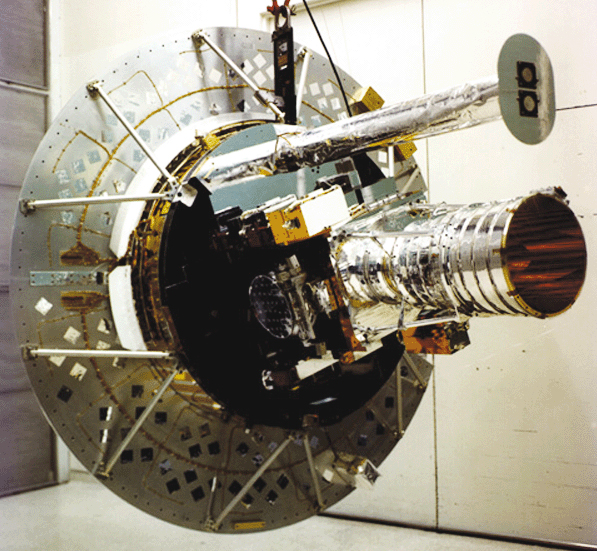
Solar Mesosphere Explorer

O Solar Mesosphere Explorer (ou Explorer 64) foi um satélite estadunidense da NASA destinado a fazer pesquisas atmosféricas. Lançado em 6 de Outubro de 1981, em um foguete Delta da Base da Força Aérea de Vandenberg na Califórnia, o satélite enviou dados até 4 de abril de 1989. A nave reentrou na atmosfera terrestre no dia 5 de março de 1991.  Dirigido para a NASA pelo Jet Propulsion Laboratory, o Solar Mesosphere Explorer foi construído pela Ball Space Systems e operado pelo Laboratório de Física Atmosférica e Espacial da Universidade de Colorado, Estados Unidos, onde uma centena de estudantes de graduação e pós-graduação estavam envolvidos.

## Ligações Externas
- https://web.archive.org/web/20070713231350/http://lasp.colorado.edu/mission_history/missions/past/SME.htm